# Don Rendell
Pour les articles homonymes, voir Rendell.
Donald Percy 'Don' Rendell (né le 4 mars 1926 à Plymouth, Angleterre et mort le 20 octobre 2015 à Londres) est un musicien et arrangeur de jazz anglais, spécialiste du saxophone ténor, mais jouant aussi du saxophone soprano, de la flûte traversière et de la clarinette.

## Biographie
Né à Plymouth de parents musiciens, il commence à jouer du saxophone alto à l'âge de quinze ans, passant au ténor après quelques années. Il commence sa carrière professionnelle en jouant dans des big bands, d'abord en 1944 sur les bases américaines de l'U.S.O., puis avec différents orchestres. En 1950, il devient membre du Johnny Dankworth Seven, au sein duquel il reste jusqu'en 1953. Quand Dankworth décide de former un big band, Rendell quitte l'orchestre.
Il joue alors comme soliste invité dans les jazz clubs londoniens et commence à monter ses propres groupes. À partir de 1954, on y trouve souvent Ronnie Ross, qui joue alors du ténor. Rendell travaille également avec Tony Crombie et Ted Heath, part en tournée en Europe avec Stan Kenton en 1956, joue avec Woody Herman au sein de son Anglo-American Herd en 1959, et dirige le groupe accompagnant Billie Holiday lors de sa tournée au Royaume-Uni.
Dans ses propres groupes, on trouve des musiciens tels que Graham Bond et Ian Carr. Avec ce dernier, il forme en 1963 le Rendell–Carr Quintet qui se produit et enregistre pendant sept ans.
Son style doit beaucoup à Lester Young, mais aussi à d'autres influences comme celle de John Coltrane, mais Rendell a presque toujours eu son propre style.
Il enseigne longtemps le jazz et notamment à la Guildhall School of Music and Drama de Londres à partir de 1984.

## Discographie sélective
- Meet Don Rendell (1954–55 : Jasmine)
- Playtime (1958 : Vocalion)
- Roarin (1961 : BGP)
- Shades of Blue (1964 : BGO) — the Rendell–Carr Quintet
- Don Rendell Four and Five & Rendell–Carr Quintet 1964–68 (1964–68 : Spotlite)
- Live in London (1965 : Harkit Records) — the Rendell–Carr Quintet
- Dusk Fire (1966 : BGO) — the Rendell–Carr Quintet
- Phase III  (1967 : BGO) — the Rendell–Carr Quintet
- Live (1968 : BGO) — the Rendell–Carr Quintet
- Change Is (1969 : BGO) — the Rendell–Carr Quintet
- Greek Variations (1970 : impressed re-pressed) — avec Neil Ardley et Ian Carr
- Space Walk (c.1972 : Redial)
- Live at the Avgarde Gallery Manchester (1974 : Spotlite)
- Just Music (1974: Spotlite)
- What Am I Here For? (1993–96 : Spotlite)
- Reunion: Don Rendell with Ian Carr & Michael Garrick (2002 : Spotlite)
- Live in London (2003 : Harkit) — the Don Rendell–Ian Carr Quintet